# The Piano Player (película)
The Piano Player es una película de acción, drama y suspenso de 2002, dirigida por Jean-Pierre Roux, escrita por Brad Mirman, musicalizada por Francis Haines y Stephen W. Parsons, en la fotografía estuvo Larry Smith y los protagonistas son Christopher Lambert, Dennis Hopper y Diane Kruger, entre otros. El filme fue realizado por American Video Films, Bauer Martinez Studios y Bladerealm Ltd.; se estrenó el 6 de octubre de 2002.

## Sinopsis
Alex Laney se dispone a realizar su último trabajo: asesinar al homicida de una nena de siete años. A Alex le gusta tocar el piano, le da buen ánimo. Una vez finalizada esa tarea, su jefe le dice que tiene otro objetivo más que cumplir, debe proteger a un adinerado hombre de negocios.